# Janek Õiglane
Janek Õiglane (Rakvere, 25 aprile 1994) è un multiplista estone, vincitore della medaglia di bronzo nel decathlon agli Europei di Monaco di Baviera 2022.

## Palmarès
| Anno | Manifestazione  | Sede      | Evento      | Risultato | Prestazione | Note                          |
| ---- | --------------- | --------- | ----------- | --------- | ----------- | ----------------------------- |
| 2011 | Mondiali U18    | Lilla     | Giavellotto | 11º       | 64,70 m     |                               |
| 2013 | Europei U20     | Rieti     | Decathlon   | 4º        | 7 604 p.    |                               |
| 2015 | Europei U23     | Tallinn   | Decathlon   | Bronzo    | 7 945 p.    |                               |
| 2015 | Mondiali        | Pechino   | Decathlon   | 19º       | 7 581 p.    |                               |
| 2016 | Europei         | Amsterdam | Decathlon   | 12º       | 7 762 p.    |                               |
| 2017 | Mondiali        | Londra    | Decathlon   | 4º        | 8 371 p.    |                               |
| 2019 | Europei indoor  | Glasgow   | Eptathlon   | dnf       | dnf         |                               |
| 2019 | Mondiali        | Doha      | Decathlon   | 6º        | 8 297 p.    |                               |
| 2022 | Mondiali        | Eugene    | Decathlon   | dnf       | dnf         |                               |
| 2022 | Europei         | Monaco    | Decathlon   | Bronzo    | 8 346 p.    |                               |
| 2023 | Mondiali        | Budapest  | Decathlon   | 6º        | 8 524 p.    | Miglior prestazione personale |
| 2024 | Europei         | Roma      | Decathlon   | dnf       | dnf         |                               |
| 2024 | Giochi olimpici | Parigi    | Decathlon   | 5º        | 8 572 p.    | Miglior prestazione personale |